# Krutbrännare
Krutbrännare (Neotinea ustulata, tidigare Orchis ustulata) är en orkidéart med ganska små blommor. Sporren är kort och säckformig. De outslagna blommornas svartröda färg ger axets topp ett brunsvett utseende; därav denna växts folknamn, som redan av Linné omnämnes från Öland. Andra liktydiga namn är svett nyckelblomster och brandnyckelblomster. Arten har ungefär samma utbredning och blomningstid som johannesnycklar.
På Gotland är det lokala namnet brännsnäutå (brännsnuta). 